# Pršljenasta kadulja
Pršljenasta kadulja (Pršljenasta žalfija, lat. Salvia verticillata) biljka je iz porodice Lamiaceae. Naraste do 80 cm visine. Cijela je biljka prekrivena dlačicama. Listovi su jednostavni, srcoliki pri osnovi, jajasti, dugi do 12 cm, nepravilno nazubljeni, zaobljenog vrha. Donji listovi su na peteljkama, gornji su sjedeći i sve manji. Cvate od lipnja do rujna. Cvjetovi su svijetloljubičaste, vrlo rijetko bijele boje, postavljeni u pršljenovima od 20 - 40 cvjetova. Raste na suhim, sunčanim i toplim livadama, napuštenim zemljištima, kraj puteva, od nizinskih područja do planinskog pojasa. Postoje i odlike koje se uzgajaju kao ukrasne biljke. Medonosna je biljka, a cvjetovi i listovi mogu se koristiti kao začin.
Na Kavkazu se jede kao začin za masno meso, u Zapadnoj Europi i Središnjoj Aziji se suho lišće koristi za aromatiziranje piva te kao začin za sir, juhe, meso, perad, hladne mesne salate.
U Rusiji se koristi i kao ljekovita biljka (za stomatitis, bronhitis, faringitis, ateroskelrozu). Nadalje izgleda da bi je se moglo koristiti i za liječenje dijabetesa.